# ウポル岬
ウポル岬（うぽるみさき、英語: ʻUpolu Point）は、アメリカ合衆国ハワイ州ハワイ島の最北端の岬である。コハラ山地からの古い噴火からの冷却された溶岩によって作成された押し出された地形である。この地形は、ハワイ島とマウイ島を隔てるアレヌイハハ海峡と、北西のカホオラウェ島にまで広がっていって、ハワイ島の反対側はサウスポイントになる。
近くの主な町はハヴィで、3キロメートル内陸側にある。幹線道路はハワイ州道270号線で、カワイハエのハワイ・ベルトロードから西海岸に沿って始まり、ハヴィとカパアウの町中を通り、ポロルー渓谷の手前で終る。ウポル岬からは、マフコナ港（Mahukona Harbor）も見渡すことができる。
最寄りの空港は、ウポル岬の最北端から少し内陸に位置するウポル空港（ʻUpolu Airport）である。カメハメハ大王誕生の地、モオキニ・ヘイアウにも比較的近い。

## 交通
ハヴィの街（コハラマウンテン道路がハワイ州道270号線から出る所）から、270号線を東へ約1.5キロにあるウポル空港道路を右（北）へ行き、この空港の北東端のそばにある。

## 参照項目
- ハワイ島の地質と地理